# IC 559
IC 559 ist eine Zwerggalaxie vom Hubble-Typ Sm? im Sternbild Löwe an der Ekliptik. Sie ist schätzungsweise 19 Millionen Lichtjahre von der Milchstraße entfernt und hat einen Durchmesser von etwa 5.000 Lj. Die Entfernungsmessungen basierend auf den Radialgeschwindigkeiten stimmen nicht mit den rotverschiebungsunabhängigen Entfernungsschätzungen von 32 ± 1 Millionen Lichtjahren überein.
Das Objekt wurde am 13. April 1893 vom französischen Astronom Stéphane Javelle entdeckt und später vom dänischen Astronomen Johan Dreyer in seinem Index-Katalog verzeichnet.